# Leland (Oregon)
Leland az Amerikai Egyesült Államok északnyugati részén, Oregon állam Josephine megyéjében, a Grave-patak mentén elhelyezkedő önkormányzat nélküli település.
Az 1855-ben megnyílt posta első vezetője McDonough Harkness volt. Az Altamont vasútállomásán 1884 és 1886 között működő posta első vezetője Ben Parker volt. 1888-ban Altamontot Lelanddá nevezték át; az ekkor az állomáshoz költöző posta 1943-ban szűnt meg.

## Fordítás
- Ez a szócikk részben vagy egészben  a   Leland, Oregon című angol Wikipédia-szócikk ezen változatának fordításán alapul.  Az eredeti cikk szerkesztőit annak laptörténete sorolja fel. Ez a jelzés csupán a megfogalmazás eredetét és a szerzői jogokat jelzi, nem szolgál a cikkben szereplő információk forrásmegjelöléseként.